# Alfa Romeo Alfasud
Alfa Romeo Alfasud (Серия 901, 902 и 904) — компактный автомобиль, выпускавшийся итальянской компанией Industria Napoletana Costruzioni Autoveicoli Alfa Romeo-Alfasud S.p.A с 1971 по 1989 годы. Владельцем данной компании являлись Alfa Romeo и Finmeccanica. Компания базировалась в бедном южном регионе Италии и запуск данного производства являлся работой правительства по увеличению рабочих мест на Юге Италии.
Alfasud по праву может считаться одной из самых успешных серийных моделей Alfa Romeo. Было продано 893,719 автомобилей с 1972 по 1983 годы, а также 121,434 версий Sprint с 1976 по 1989 годы. Общее прозвище для данных машин — ’Sud. Автомобиль прошёл два рестайлинга: первый в 1977 году и второй в 1980 году.

## История
Alfa Romeo впервые начала разрабатывать компактные переднеприводные автомобили ещё в 1950-х годах, но только с 1967 года, когда были установлены твёрдые планы развития компании для всех новых моделей, начались разработки компактного автомобиля в линейке автомобилей Alfa Romeo. Эта модель была разработана австрийцем Рудольфом Хрушкой, который разработал уникальный инженерский комплект, облачённый в кузов от Джорджетто Джуджаро из Italdesign.
Автомобиль был построен на новом заводе в Помильяно-д'Арко на юге Италии, что отразилось в названии автомобиля — Alfa Sud (Alfa Юг). 18 января 1968 года в Неаполе была зарегистрирована новая компания «Industria Napoletana Costruzioni Autoveicoli Alfa Romeo-Alfasud S.p.A.». В этой компании 90 % акций владела Alfa Romeo и 10 % Finmeccanica, но уже в то время контролировалась правительственной компанией IRI. Строительство нового завода в Помильяно-д’Арко посредством государственных инвестиций началось в апреле 1968 года, на месте завода авиационных двигателей, используемых Alfa Romeo во время войны.
Alfasud был показан публике на Туринском автосалоне в 1971 году и был сразу отмечен журналистами за его кузовной дизайн. Четырёхдверные седаны оснащались собственным оппозитным двигателем с водным охлаждением объёмом 1,186 см³ и ременным приводом ГРМ. Особенностью модели также стала сложная подвеска в своём классе, необычный размер автомобиля, в частности передняя часть и наличие задних дисковых тормозов. Конструкция двигателя позволило Alfasud разместить удачно линии капота, что придаёт улучшение в аэродинамике (лучшее в своё время в данном классе), и придаёт ещё низкий центр тяжести. В результате этих конструктивных особенностей, автомобиль имел превосходную производительность для своего двигателя, хорошее сцепление с дорогой и управляемость, которые другие автопроизводители в классе достигали почти десять лет. Несмотря на обычный дизайн, Alfasud не подразумевался быть хетчбэком. Некоторые предметы управления необычны: фары, сигнал, дворники, вентилятор отопителя. Чтобы включить что-то из этого, надо было тянуть, толкать, нажимать пару раз на ручки возле рулевого колеса.
В конце 1973 года была представлена двухдверная модель TI (Turismo Internazionale). Основой модели стал мощный 1,2 л. двигатель с 5- ступенчатой коробкой передач, четырьмя передними фарами и задним спойлером. Данный компактный седан выдавал 160 км/ч (100 миль/ч).
В 1974 году Alfa Romeo запустила в производство люксовую модель Alfasud SE. Модификация SE была заменена на модификацию 'L' (Lusso) в 1975 году. Модели Lusso производились до 1976 года, после того как они были заменены на модификацию '5M' (5 Marce, пять передач) — первая четырёхдверная Alfasud с 5-ступенчатой коробкой передач. Трехдверный универсал получил название Giardinetta и был представлен в 1975 году как модель этого года.

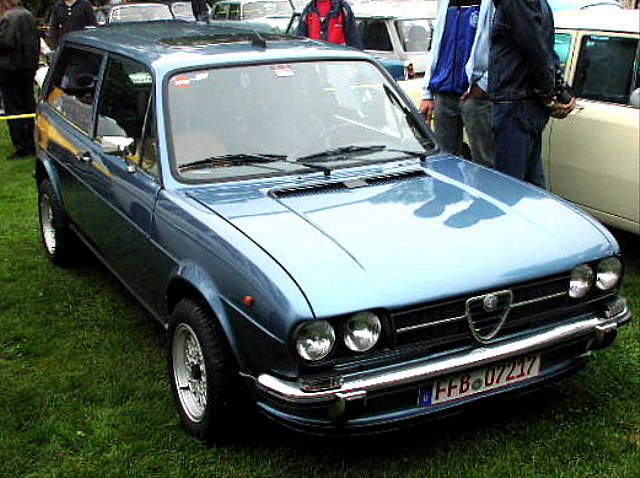
Giardinetta первой серии

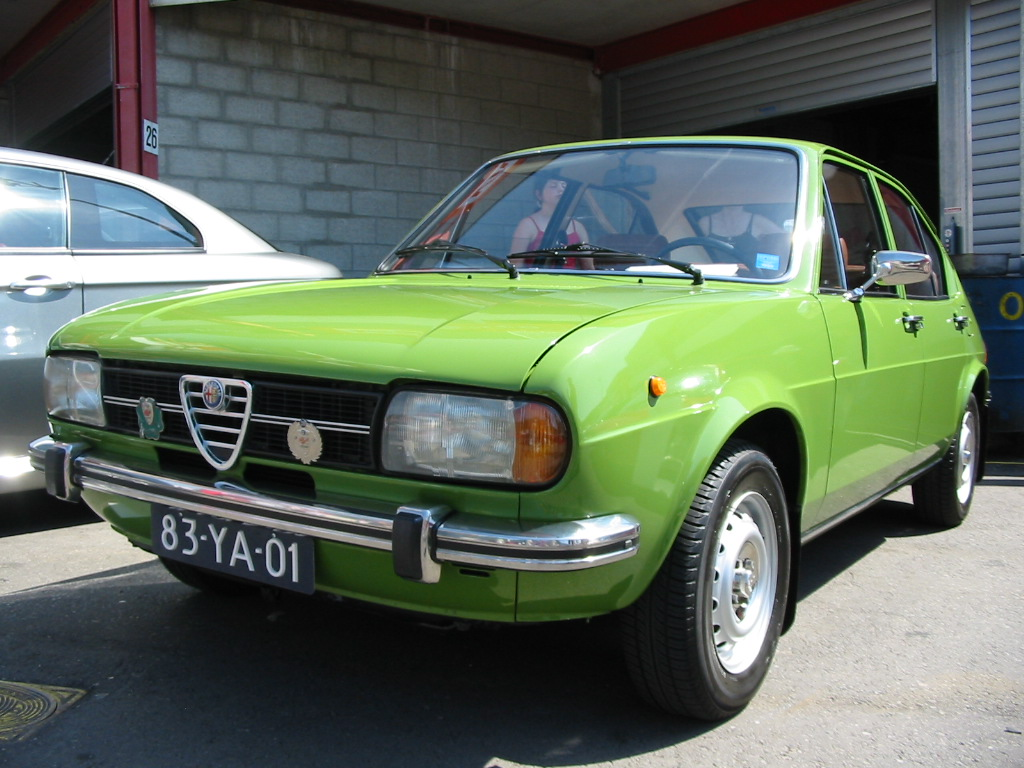
Alfasud первой серии

В 1976 году был запущен в производство Alfasud Sprint. Он был построен на той же платформе, но был ниже и выглядел как спортивная машина. Sprint не был хетчбэком, хотя у него не было задних сидений. Он оснащался двигателем объёмом 1,286 см³ мощностью 75 л. с. (55 кВт) и 5-ступенчатой коробкой передач. Двигатель потом перекочевал на стандартные Alfasud для модификаций Super 1.3 и 1.3 Ti.

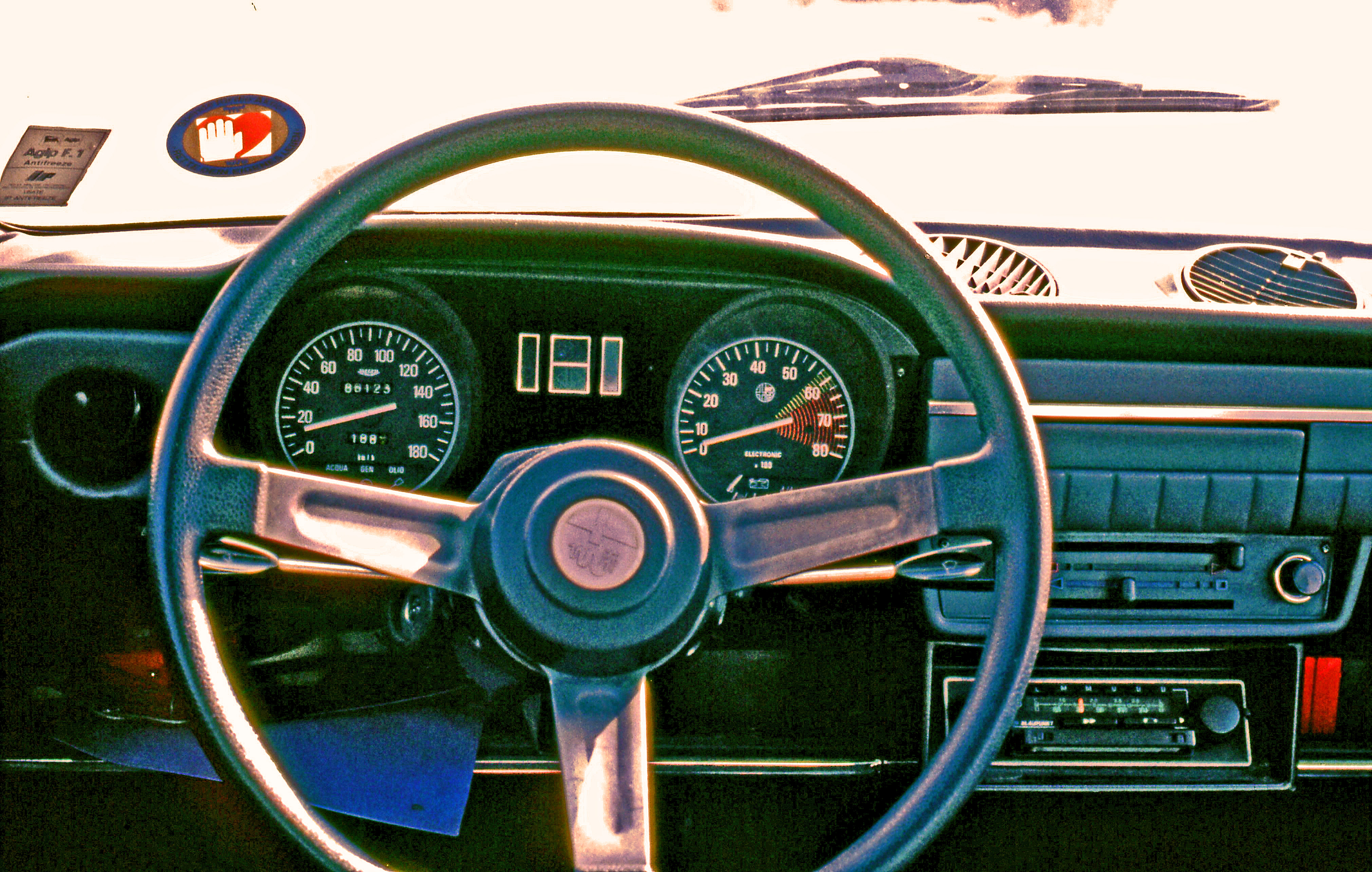
Панель приборов в Alfa Romeo Alfasud

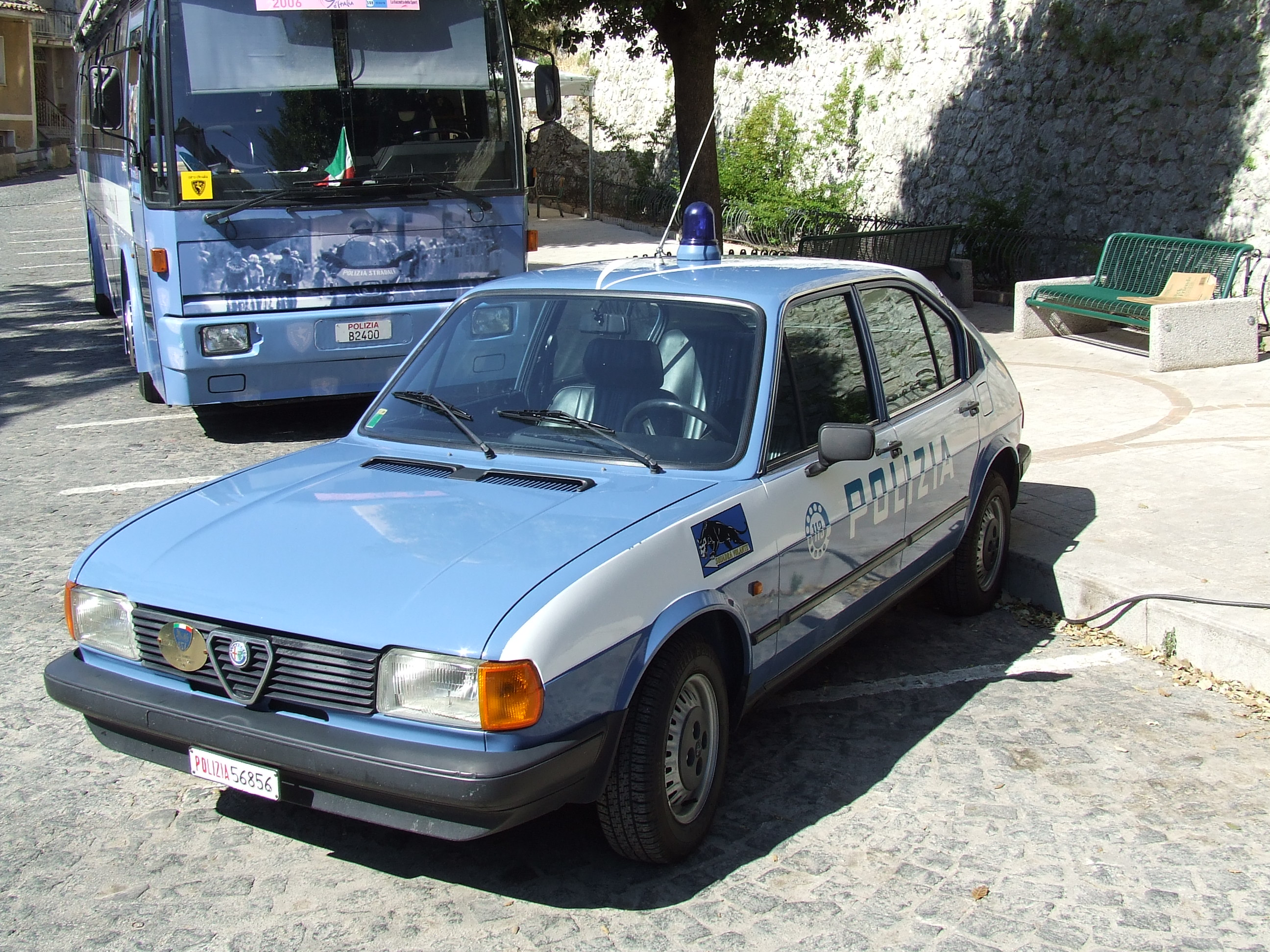
Alfasud второй серии для Итальянской полиции

В 1978 году модели Sprint и Ti получили новый двигатель объёмом 1350 см³ 79 л. с. (58 кВт) и 1490 см³ 85 л. с. (63 кВт) соответственно. Впоследствии данные двигатели стали доступны для всех вариаций кузовов.

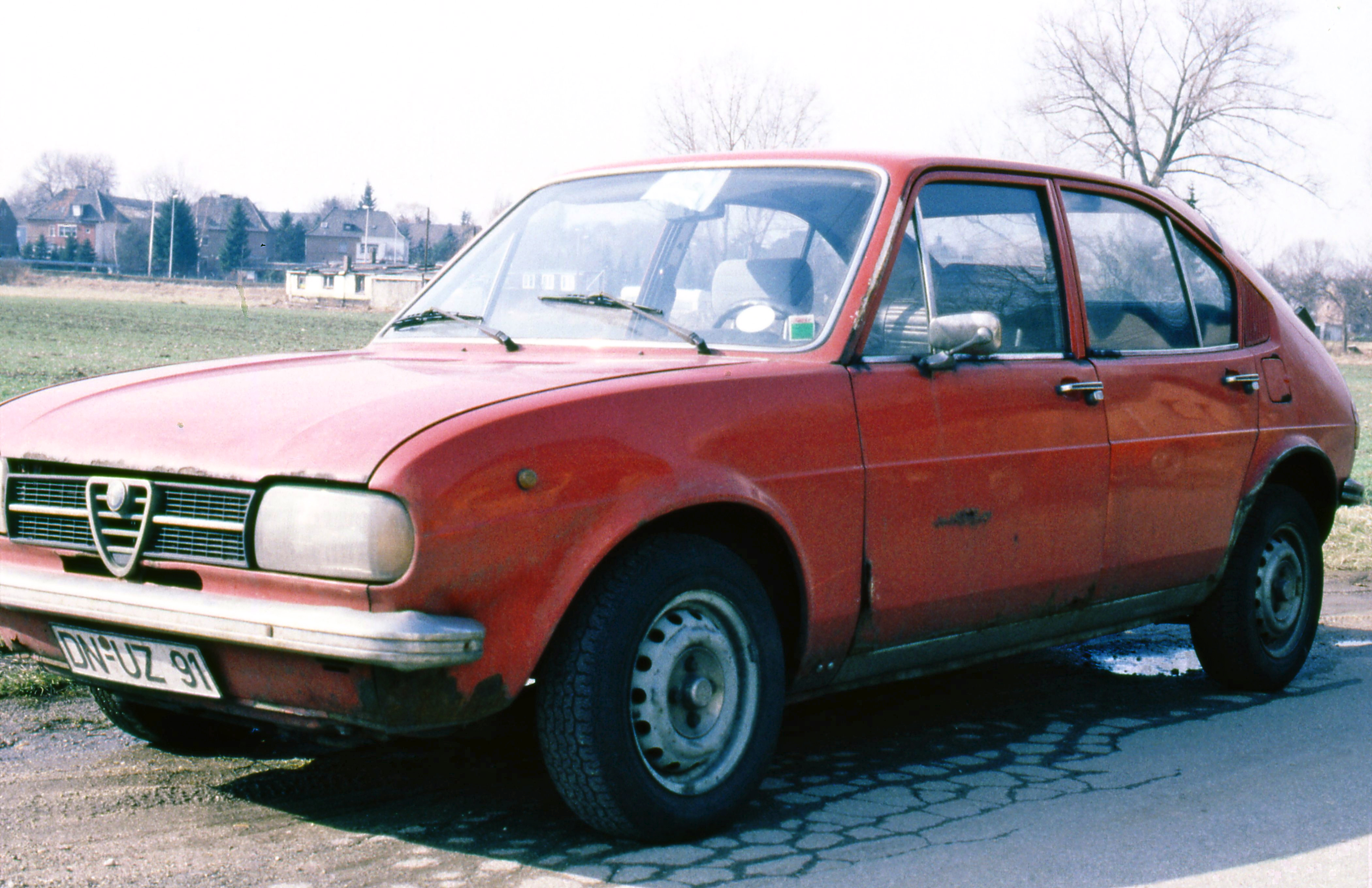
Б/у Alfasud после 6 лет постоянно использования. Пробег 88,000 км.

Все Alfasud были обновлены в 1980 году, получив пластиковые бампера, новую панель приборов, головной свет и задние фонари. Версия Ti теперь оснащалась новым двигателем объёмом 1490 см³ с двумя спаренными карбюраторами, который был установлен годом ранее на модели Sprint, но теперь он был доработан до 96 л. с. (71 кВт). Трёхдверные хетчбэки были добавлены в линейку в 1981 году и были доступны в комплектации SC или Ti, а двухдверная Giardinetta была убрана со многих рынков в то время. В конце 1982 года четырёхдверные модели были заменены на пятидверные версии, актуальные сейчас, так как многие производители производят именно в этом размере хетчбэке, хотя другие предлагали и альтернативу им. Топовым в линейке стала пятидверная модификация Gold Cloverleaf мощностью 95 л. с. (70 кВт) с двигателем от Ti.
В 1983 году компания попыталась завоевать лидерство на рынке горячих хетчбэков, представив финальную версию Alfasud Ti, получившую улучшенный двигатель объёмом 1,490 см³ и мощность 105 л. с. (77 кВт). Теперь модификация стала называться Quadrifoglio Verde (Четырёхлиственный клевер) и оснащалась низкопрофильной резиной 14-и дюймовыми дисками, и улучшенным оснащением в комплектации.
Несмотря на сложное инженерное оснащение, Alfasud, особенно ранних версий, имели большую репутация, хотя модели страдали от ржавчины. Возможно, это было связано с условиями хранения кузовных деталей на заводе.
Пятидверный седан Alfasud Был заменён на 33 в 1983 году. 33 стала продолжением Alfasud: его ходовой части, днища, незначительных изменений в подвеске и наличием барабанных тормозов сзади для снижения расходов. Alfasud Sprint была переименована в Alfa Romeo Sprint в 1983 году и продавалась до 1989 года, но оснащалась уже ходовой частью от 33-й. Трёхдверные версии продавались ещё около года, до того как были заменены на Alfa Romeo Arna — совместный проект Alfa Romeo и Nissan.

### Международное производство
Alfasud производился также в Малайзии в городе Ипох на заводе City Motors (Хотя завод находится в Куала-Лумпуре). Малайзийские автомобили оснащались 1,2 л., 1,35 л. и 1,5 л. двигателями и все были четырёхдверными. В Южной Африке Alfa Romeo выпускала Alfasud на своём местном заводе в Бритсе. Начиная с июня 1981 года, Alfasud для ЮАР назывался Alfa Romeo Export GTA и оснащался 1,5 л. оппозитным двигателем мощность 105 л. с. (77 кВт). Export GTA были пятидверными.

## Технические характеристики
| Модель                    | Годы выпуска   | Топливо | Объём (см³) | Мощность           | Макс. крутящий момент (Н/м) | Выбросы CO2 (г/Км) | Разгон 0-100 км/ч (секунды) | Макс. скорость (км/ч) | Средний расход (км/л) |
| 1,2                       | с 1975 по 1984 | Бензин  | 1186        | 50 кВт (68 л. с.)  | 90                          | н/д                | н/д                         | 160                   | 12,3                  |
| TI Trofeo                 | с 1976 по 1981 | Бензин  | 1286        | 92 кВт (126 л. с.) | 137                         | н/д                | н/д                         | 185                   | н/д                   |
| 1,3 Super (1351 см³)      | с 1978 по 1980 | Бензин  | 1352        | 52 кВт (71 л. с.)  | 104                         | н/д                | н/д                         | 160                   | н/д                   |
| 1,3 SC                    | с 1978 по 1983 | Бензин  | 1352        | 58 кВт (79 л. с.)  | 110                         | н/д                | н/д                         | 163                   | 12,5                  |
| 1,3 ti                    | с 1978 по 1984 | Бензин  | 1352        | 63 кВт (86 л. с.)  | 118                         | н/д                | н/д                         | 174                   | 12,1                  |
| 1,5 Super                 | с 1978 по 1984 | Бензин  | 1490        | 61 кВт (84 л. с.)  | 120                         | н/д                | н/д                         | 167                   | 12,7                  |
| 1,5 ti                    | с 1980 по 1984 | Бензин  | 1490        | 69 кВт (95 л. с.)  | 130                         | н/д                | н/д                         | 173                   | 12,2                  |
| 1,5 ti Quadrifoglio Verde | с 1982 по 1984 | Бензин  | 1490        | 77 кВт (105 л. с.) | 133                         | н/д                | н/д                         | 183                   | 11,6                  |

## Автоспорт
Начиная с 1976 года, был организован моно-кубок для Alfasud. Годом позднее, трофей для Alfasud проходил в Италии и Австрии, а потом гоночные этапы проходили и во Франции, и в Германии. В 1977 году был организован «Trofeo Europa Alfasud» (рус. "Европейский Кубок Alfasud"), в котором лучшие гонщики из каждой страны принимали участие. Гоночные модели для Trofeo Alfasud оснащались двигателем объёмом 1,286 см³ и дополнительным оснащением от Autodelta. Самым известным гонщиком, принимавшим участие в Alfasud Trofeo, является Герхард Бергер.
Кроме того, Alfasud Ti приняла участие в гонке 1980 года Hardie-Ferodo 1000 в городе Батерст, Австралия. В данном соревновании в категории до 1,600 см³ автомобиль занял четвёртое место.

## Alfasud Caimano
Концепт-кар, созданный на платформе Alfasud и его двигателе, назван Caimano.

## Известные модернизации
- Жан Франко Мантовани Вайнер(Gian Franco Mantovani Wainer) выпустил одну версию Bimotore с двумя двигателями 1,186 см³ и полным приводом для раллийных гонок. Кроме того конструктор выпустил модель с турбонаддувом под именем Turbowainer в 1983 году.
- Alfasud стал базой для кит-кара Minari, разработанный Энди Борроуманом (Andy Borrowman) и Шоном Прендергастом (Sean Prendergast). Всего было продано 120 автомобилей в 1990-е годы.[12]